# بيير ديزير
بيير ديزير /dəˈsɪər/ də-SEER ؛ من مواليد 8 سبتمبر 1990) لاعب كرة قدم أمريكية محترف سابق من هايتي، وكان لاعبًا في مركز الظهير في دوري كرة القدم الأمريكية الوطني (NFL). لعب كرة القدم الجامعية مع فريقي ليندنوود ليونز وواشبورن إيكابودز قبل أن يتم اختياره من قبل فريق كليفلاند براونز في الجولة الرابعة من مسودة دوري كرة القدم الأمريكية لعام 2014. لعب أيضًا مع فرق سان دييغو تشارجرز، وإنديانابوليس كولتس، ونيويورك جيتس، وبالتيمور رايفنز، وتامبا باي بوكانيرز.

## بداياته
وُلِد ديزير في بورت أو برنس، هايتي، لأبويه ويلفريد وماري ديزير. هاجر مع عائلته إلى الولايات المتحدة في سن الرابعة، وعاش في البداية في سانت لويس، ميزوري. ثم انتقلت العائلة إلى ضاحية سانت تشارلز عندما كان ديزير في الحادية عشرة من عمره.
التحق ديزير بمدرسة فرانسيس هاول المركزية الثانوية في كوتلفيل، ميزوري، حيث كان لاعبًا متميزًا على مستوى الولاية في مركز الظهير الدفاعي. كان ضمن الفريق الأول في الدوري خلال موسميه الجامعيين، وحصل على لقب أفضل لاعب في الفرق الخاصة في السنة الأخيرة. بلغ متوسطه 37.8 ياردة لكل عودة ركلة البداية و8.9 ياردة لكل عودة ركلة حرة. كما حطم الرقم القياسي في سباقات المضمار خلال فترة دراسته في المدرسة.
أمضى ديزير صيفه في شبابه في لين وسالم، ماساتشوستس، ومونتريال.

## المسيرة الجامعية
التحق ديسير بجامعة واشبورن، ولعب مع فريق واشبورن إيكابودز من عام 2008 إلى عام 2010. غاب عن عامه الأول كلاعب احتياطي. في عام 2009، اختير ضمن الفريق الأول في رابطة ألعاب القوى الجامعية الأمريكية الوسطى (MIAA) بعد تصدره للرابطة بسبع اعتراضات و13 تمريرة دفاعية، وأنهى الموسم بـ 33 تدخلًا إجماليًا. كما بلغ متوسطه 29.4 ياردة لكل عودة ركلة بداية من 10 محاولات. في عام 2010، سجل 46 تدخلًا، بما في ذلك 5.5 ياردة للخسارة، وتسع انحرافات تمريرة، وخطأ إجباري واحد، وخمس اعتراضات، مما أكسبه لقب الفريق الثاني في رابطة ألعاب القوى الجامعية الأمريكية الوسطى.
في عام 2011، غادر واشبورن، مشيرًا إلى رغبته في أن يكون أقرب إلى أطفاله الصغار، والتحق بجامعة ليندنوود. بعد عدم لعبه في عامه الأول، عاد في عام 2012 وكان أحد أفضل اللاعبين الدفاعيين في MIAA. إلى جانب 60 تدخلًا، احتل المركز الثاني بين جميع مستويات كرة القدم الجامعية بتسع اعتراضات وتعادل في صدارة القسم الثاني بـ 18 تمريرة دفاعية. كما تم اختياره أيضًا في الفريق الأول All-MIAA وكان الفريق الأول لرابطة مدربي كرة القدم الأمريكية (AFCA) القسم الثاني All-American. في موسمه الأخير، تم اختياره مرة أخرى في الفريق الأول All-MIAA و AFCA Div. II All-American. سجل 33 تدخلًا و 12 انحرافًا للتمريرات وأربع اعتراضات. كما فاز بجائزة كليف هاريس الافتتاحية، تكريمًا لأفضل لاعب دفاعي صغير في الكلية في البلاد.
أنهى ديسير مسيرته محتلاً المركز الأول في تاريخ دوري ميامي للتمريرات الدفاعية. ويُعدّ عدد اعتراضاته الـ 25 ثاني أعلى عدد في تاريخ المؤتمر، ويُصنّف ضمن أفضل 10 اعتراضات في تاريخ القسم الثاني.

## المسيرة المهنية

### كليفلاند براونز

#### موسم 2014
اختار كليفلاند براونز ديسير في الجولة الرابعة، وكان الاختيار رقم 127 في مسودة دوري كرة القدم الأمريكية لعام 2014. أصبح أول لاعب من ليندنوود يتم اختياره في مسودة دوري كرة القدم الأمريكية، وكان الظهير الدفاعي الخامس عشر الذي تم اختياره في عام 2014. في 29 مايو 2014، وقّع براونز مع ديسير عقدًا لمدة أربع سنوات بقيمة 2.62 مليون دولار، يتضمن مكافأة توقيع قدرها 407,612 دولارًا.

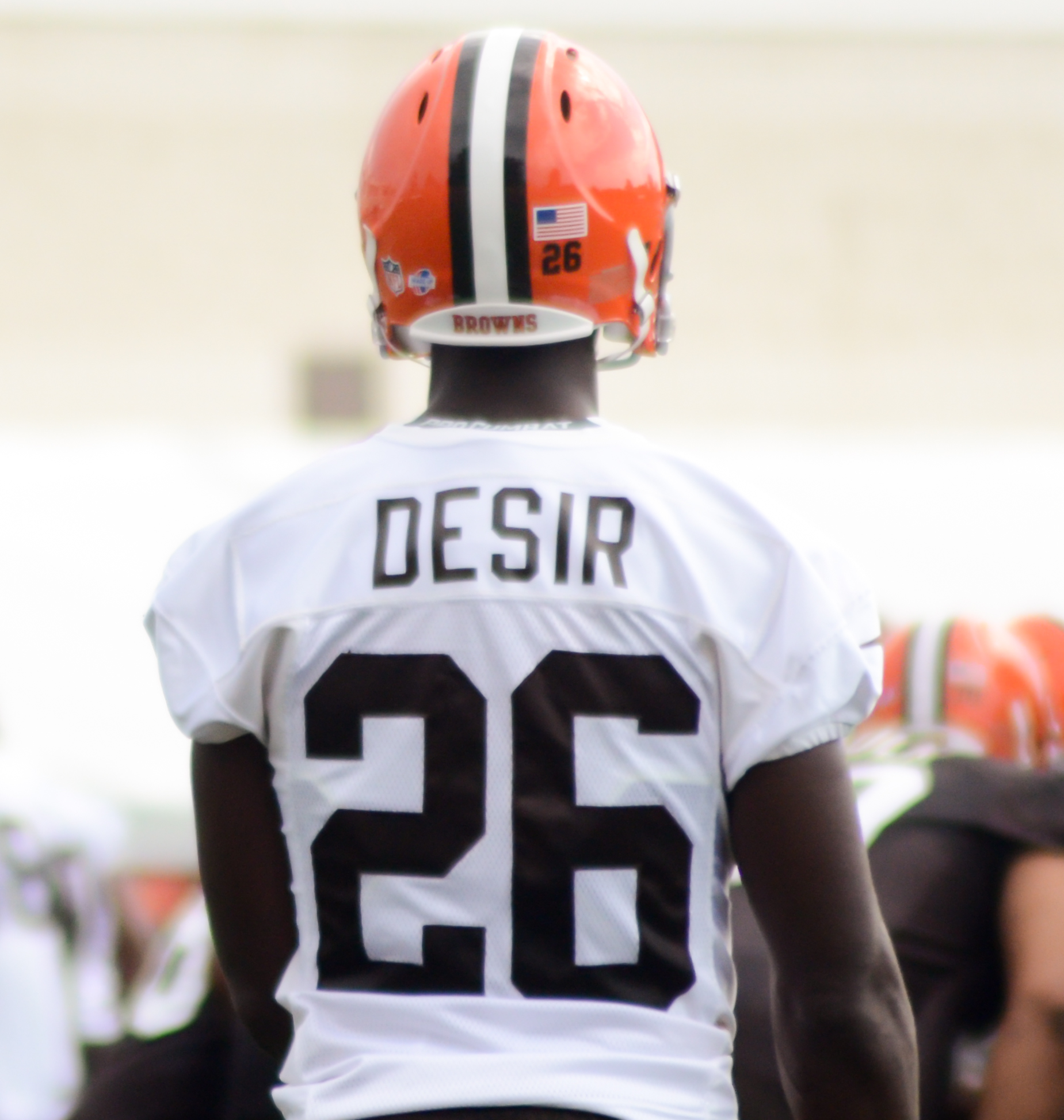
ديسير في معسكر تدريب كليفلاند براونز في عام 2014

طوال معسكر التدريب، تنافس ديسير ليكون ظهيرًا احتياطيًا ضد إيزايا تروفانت وليون ماكفادين. أطلق المدرب الرئيسي مايك بيتين على ديسير لقب الظهير الرابع في مخطط العمق لبدء الموسم العادي، خلف جو هادن وباستر سكراين وجاستن جيلبرت. كان ديسير غير نشط كنقطة بداية صحية لأول 12 مباراة من الموسم العادي. في 30 نوفمبر 2014، ظهر ديسير لأول مرة في الموسم العادي الاحترافي خلال خسارة 26-10 أمام بافالو بيلز في الأسبوع 13. في 21 ديسمبر 2014، حصل ديسير على أول بداية في مسيرته وحصل على أعلى مستوى في الموسم بسبعة تدخلات فردية وكسر محاولتي تمرير خلال خسارة 17-13 أمام كارولينا بانثرز في الأسبوع 16. أنهى موسمه الأول في عام 2014 بتسعة تدخلات فردية وانحرافين للتمرير في خمس مباريات وبداية واحدة.

#### موسم 2015
أثناء معسكر التدريب، تنافس ديسير على مكان في قائمة الفريق كظهير خلفي ثالث ضد جيلبرت وتشارلز جاينز وروبرت نيلسون وكوون ويليامز. أطلق المدرب الرئيسي مايك بيتين على ديسير لقب الظهير الخلفي الرابع في مخطط عمق براونز لبدء الموسم العادي. وقد تم إدراجه في مخطط العمق خلف جو هادن وترامون ويليامز وكوون ويليامز. في الأسبوع السادس، جمع ديسير أعلى مستوى في الموسم بـ 12 تدخلًا مشتركًا (عشرة منفردة) وحرف تمريرة واحدة خلال خسارة 26-23 أمام دنفر برونكوز. كان غير نشط خلال خسارة براونز في الأسبوع 12 أمام بالتيمور رافينز وانتصار الأسبوع 14 ضد سان فرانسيسكو 49ers. أنهى ديسير موسم اتحاد كرة القدم الأميركي لعام 2015 بـ 37 تدخلًا مشتركًا (30 منفردًا) وخمسة انحرافات للتمريرات في 14 مباراة وستة بدايات.

#### موسم 2016
في 4 يناير 2016، أقال فريق براونز المدرب الرئيسي مايك بيتين والمدير العام راي فارمر بعد أن أنهوا الموسم بسجل 3-13. طوال معسكر التدريب، تنافس ديسير على مكان في القائمة كظهير خلفي احتياطي ضد جيلبرت وتشارلز جاينز وتري ويليامز وجامار تايلور. في 3 سبتمبر 2016، تنازل فريق براونز رسميًا عن ديسير كجزء من التخفيضات النهائية في القائمة.

### سان دييغو تشارجرز
في 4 سبتمبر 2016، أعلن فريق سان دييغو تشارجرز عن ضم ديسير من التنازلات. سمى المدرب الرئيسي مايك ماكوي ديسير خامس لاعب في مركز الظهير الدفاعي في قائمة عمق فريق تشارجرز لبدء الموسم العادي، خلف جيسون فيريت وبراندون فلاورز وكيسي هايوارد وكريج ماجر. في 22 أكتوبر 2016، أطلق فريق تشارجرز سراح ديسير، لكنه أعاد التوقيع معه بعد يومين، ليتم إطلاق سراحه مرة أخرى في 29 أكتوبر 2016.

### سياتل سي هوكس (الفترة الأولى)
في 2 نوفمبر 2016، وقع فريق سياتل سي هوكس مع ديسير في فريق التدريب الخاص بهم.
في 16 يناير 2017، وقع فريق Seahawks مع Desir عقدًا احتياطيًا/مستقبليًا لمدة عام واحد بقيمة 790,000 دولار. طوال معسكر التدريب، تنافس Desir ليكون ظهيرًا احتياطيًا ضد Mike Tyson و Tramaine Brock و Neiko Thorpe و Demetrius McCray و DeAndre Elliott. في 2 سبتمبر 2017، تنازل فريق Seahawks عن Desir كجزء من التخفيضات النهائية في القائمة.

### إنديانابوليس كولتس

#### موسم 2017
في 3 سبتمبر 2017، أعلن فريق إنديانابوليس كولتس عن ضم ديسير بعد التنازلات. وقد أطلق المدرب الرئيسي تشاك باجانو على ديسير لقب سادس لاعب في مركز الظهير في مخطط عمق فريق كولتس، خلف فونتاي ديفيس، وراشان ميلفين، ونيت هايرستون، وكوينسي ويلسون، وكيني مور الثاني.
حصل ديسير على دور أساسي في الأسبوع الثامن بعد أن تجاوز هايرستون وويلسون ومور في مخطط العمق. حل محل ديفيس الذي تم إطلاق سراحه في 9 نوفمبر 2017، في 12 نوفمبر 2017، جمع ديسير ثمانية تدخلات مجتمعة وهو أعلى رقم في الموسم، وحرف تمريرتين، وقام بأول اعتراض في مسيرته خلال خسارة 20-17 أمام بيتسبرغ ستيلرز في الأسبوع العاشر. اعترض ديسير تمريرة من لاعب الوسط في فريق ستيلرز بن روثليسبيرغر، والتي كانت مخصصة في الأصل لجهاز الاستقبال الواسع مارتافيس براينت، خلال الربع الأول. في 3 ديسمبر 2017، تعرض ديسير لإصابة في الكتف حيث خسر فريق كولتس 30-10 أمام جاكسونفيل جاغوارز. في 4 ديسمبر 2017، وضع فريق كولتس ديسير في الاحتياطي المصاب. أنهى الموسم بـ 32 تدخلًا مشتركًا (21 فرديًا)، وسبعة انحرافات للتمريرات، واعتراض واحد في تسع مباريات وستة بدايات.

#### موسم 2018

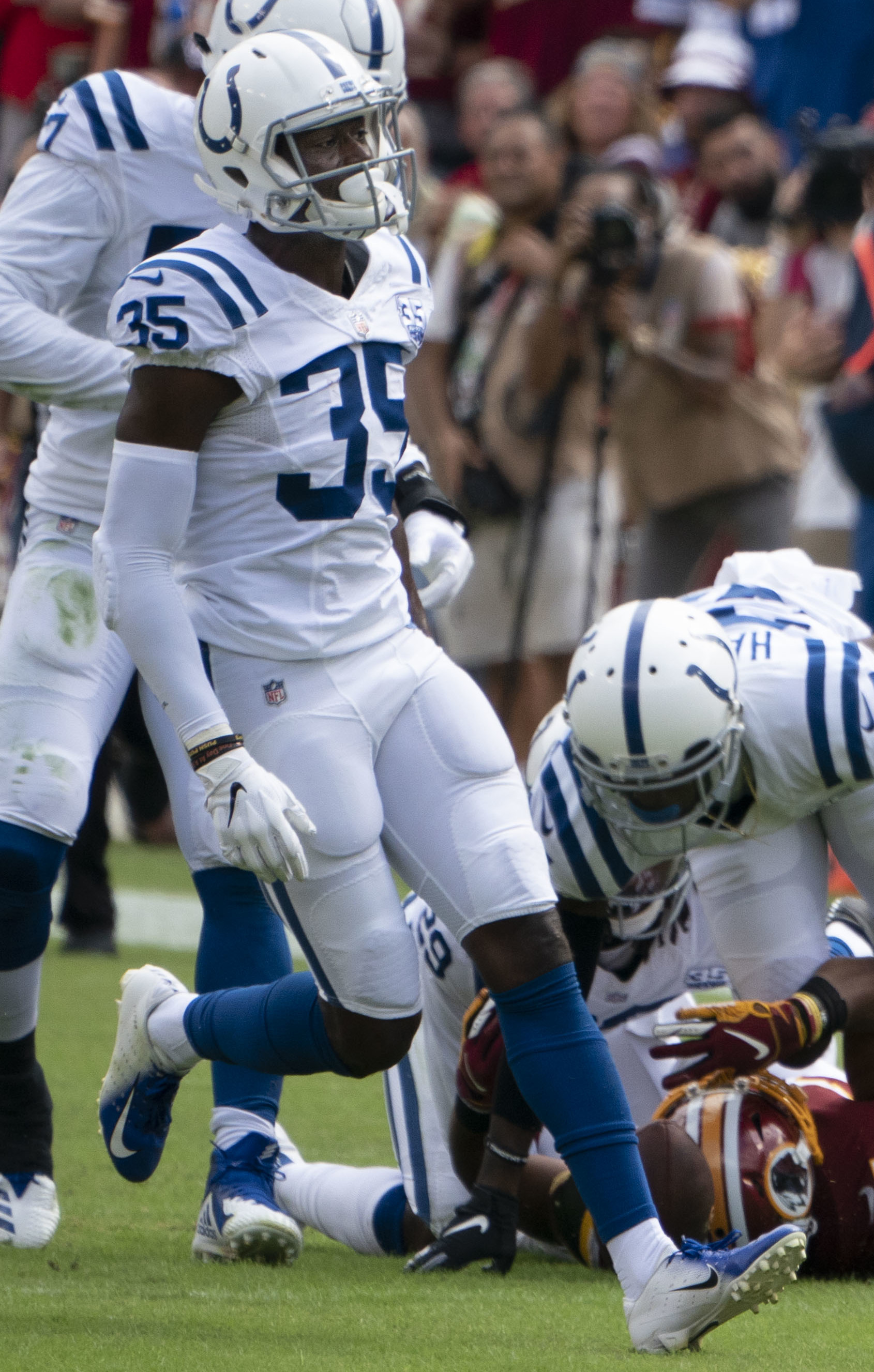
مع فريق إنديانابوليس كولتس في عام 2018

في 20 مارس 2018، وقع فريق كولتس مع ديسير عقدًا لمدة عام واحد بقيمة 1.75 مليون دولار أمريكي تضمن 750 ألف دولار أمريكي مضمونة. طوال معسكر التدريب، تنافس ديسير ليكون ظهيرًا خلفيًا أساسيًا ضد هايرستون وويلسون ومور. أطلق المدرب الرئيسي فرانك رايش على ديسير لقب الظهير الخلفي الثالث في مخطط عمق كولتس لبدء الموسم العادي، خلف مور وهايرستون. في 30 سبتمبر 2018، قام ديسير بخمسة تدخلات فردية، وكسر محاولة تمريرة، واعترض تمريرة خلال خسارة 37-34 أمام فريق هيوستن تكسانز. في الأسبوع السادس، جمع تسعة تدخلات مجتمعة وهي أعلى نسبة في الموسم خلال خسارة 42-34 أمام فريق نيويورك جيتس. أنهى موسم 2018 في دوري كرة القدم الأمريكية بـ 79 تدخلًا مشتركًا (60 منفردًا)، وثماني انحرافات للتمريرات، واعتراض واحد في 16 مباراة و12 بداية. حصل ديسير على تقييم إجمالي قدره 77.5 من Pro Football Focus، والذي احتل المرتبة 18 كأفضل تقييم إجمالي بين جميع لاعبي الزاوية المؤهلين في عام 2018.

#### موسم 2019
في 13 مارس 2019، وقع ديسير على تمديد عقد لمدة ثلاث سنوات بقيمة 22.5 مليون دولار مع فريق كولتس مع ضمان 12 مليون دولار. في الأسبوع السابع ضد فريق تكساس، سجل ديسير أول اعتراض له في الموسم ضد ديشون واتسون في الفوز 30-23. في الأسبوع 16 ضد فريق بانثرز، سجل ديسير اعتراضين من التمريرات التي ألقاها لاعب الوسط المبتدئ ويل جرير خلال الفوز 38-6.
في 21 مارس 2020، تم إطلاق سراح ديسير من قبل فريق إنديانابوليس كولتس.

### نيويورك جيتس
في 2 أبريل 2020، وقع فريق نيويورك جيتس مع ديسير عقدًا لمدة عام واحد بقيمة تصل إلى 5.5 مليون دولار.
في الأسبوع الثاني ضد سان فرانسيسكو 49ers، سجل ديسير أول اعتراض له كلاعب في فريق Jets بعد تمريرة ألقاها نيك مولينز خلال الخسارة 31-13. في الأسبوع الرابع ضد فريق Broncos في يوم الخميس ليلة كرة القدم، سجل ديسير اعتراضين من تمريرات ألقاها لاعب الوسط بريت ريبين، بما في ذلك اعتراض ستة، في الخسارة 37-28. كما سمح باستقبال هبوط لمسافة 48 ياردة لمستقبل فريق Broncos الصاعد جيري جودي خلال المباراة. في 17 نوفمبر 2020، تم التنازل عن ديسير من قبل فريق Jets. وعلى الرغم من التنازل عنه، فقد تم ترشيح ديسير من قبل فريق Jets لجائزة Walter Payton Man of the Year Award.

### بالتيمور رافينز
في 28 نوفمبر 2020، تم التعاقد مع ديسير في فريق التدريب الخاص بفريق بالتيمور رافينز. تمت ترقيته إلى القائمة النشطة في 8 ديسمبر و19 ديسمبر و26 ديسمبر لمباريات الفريق في الأسابيع 13 و15 و16 ضد دالاس كاوبويز وجاغوارز ونيويورك جاينتس، وعاد إلى فريق التدريب بعد كل مباراة. تمت ترقيته مرة أخرى في 15 يناير 2021، لمباراة الفريق الفاصلة ضد بافالو بيلز، وعاد إلى فريق التدريب مرة أخرى بعد المباراة. انتهى عقده مع فريق التدريب مع الفريق بعد الموسم في 25 يناير 2021.

### سياتل سي هوكس (الفترة الثانية)
وقع ديسير مع فريق سياتل سي هوكس في 23 أبريل 2021. وتم إطلاق سراحه في 24 أغسطس.

### تامبا باي بوكانيرز
في 13 سبتمبر 2021، تم توقيع ديسير من قبل فريق تامبا باي بوكانيرز في فريق التدريب. تمت ترقيته إلى القائمة النشطة في 2 أكتوبر. لعب في اثنتي عشرة مباراة مع الفريق، سواء كظهير خلفي أو في الفرق الخاصة.

## إحصائيات مسيرته في دوري كرة القدم الأمريكية
| سنة        | فريق         | ألعاب    | ألعاب | التدخلات | التدخلات | التدخلات | التدخلات | اعتراضات | اعتراضات | اعتراضات | اعتراضات | اعتراضات             | اعتراضات | تعثرات | تعثرات   |
| سنة        | فريق         | طبيب عام | جي اس | سي ام بي | منفرد    | أست      | سك       | بي دي    | إنت      | ياردة    | متوسط    | الغاز الطبيعي المسال | تي دي    | اف اف  | الفرنسية |
| ---------- | ------------ | -------- | ----- | -------- | -------- | -------- | -------- | -------- | -------- | -------- | -------- | -------------------- | -------- | ------ | -------- |
| 2014       | كلي          | 5        | 1     | 9        | 9        | 0        | 0.0      | 2        | 0        | 0        | 0.0      | 0                    | 0        | 0      | 0        |
| 2015       | كلي          | 14       | 6     | 37       | 30       | 7        | 0.0      | 5        | 0        | 0        | 0.0      | 0                    | 0        | 0      | 0        |
| 2016       | SD           | 5        | 0     | 3        | 3        | 0        | 0.0      | 1        | 0        | 0        | 0.0      | 0                    | 0        | 0      | 0        |
| 2017       | الهند        | 9        | 6     | 32       | 21       | 11       | 0.0      | 7        | 1        | 0        | 0.0      | 0                    | 0        | 0      | 0        |
| 2018       | الهند        | 16       | 12    | 79       | 60       | 19       | 0.0      | 8        | 1        | 1        | 1.0      | 1                    | 0        | 2      | 1        |
| 2019       | الهند        | 12       | 11    | 50       | 38       | 12       | 0.0      | 11       | 3        | 0        | 0.0      | 0                    | 0        | 0      | 0        |
| 2020       | نيويورك جيتس | 9        | 8     | 47       | 37       | 10       | 0.0      | 8        | 3        | 58       | 19.3     | 58                   | 1        | 1      | 0        |
| 2020       | بال          | 3        | 0     | 2        | 2        | 0        | 0.0      | 0        | 0        | 0        | 0.0      | 0                    | 0        | 0      | 0        |
| 2021       | السل         | 12       | 2     | 28       | 26       | 2        | 0.0      | 4        | 2        | 0        | 0.0      | 0                    | 0        | 1      | 0        |
| حياة مهنية | حياة مهنية   | 85       | 46    | 287      | 226      | 61       | 0.0      | 46       | 10       | 59       | 5.9      | 58                   | 1        | 4      | 1        |

## الحياة الشخصية
في عام 2011، تزوجت ديزير من مورغان جوليان. انفصلا في عام 2023 وأنجبا ثلاثة أطفال: كيلي، وكامرين، وبيير جونيور.
في فبراير 2021، تبرع بـ 10000 وجبة لبنك أغذية هيوستن خلال العاصفة الشتوية أوري، والتي تسببت في انقطاع الكهرباء والمياه والتدفئة عن جزء كبير من تكساس.

## روابط خارجية
- السيرة الذاتية لفريق ليندنوود ليونز
- سيرة واشبورن إيكابودز